# Ильин, Андрей Владимирович
Андрей Владимирович Ильин  (1 сентября 1966, СССР) — российский футболист, игрок в мини-футбол. Более всего известен выступлениями за московский клуб КСМ-24. Выступал за сборную России. После завершения игровой карьеры перешёл на тренерскую работу.

## Биография
Ильин дебютировал в мини-футболе в 1991 году за московский КСМ-24. Он принял участие в победе москвичей в первом в истории чемпионате СССР, хотя тогда его роль в команде была невелика. Впоследствии он зарекомендовал себя как хороший бомбардир. За восемь сезонов, проведённых в клубе, Андрей забил 127 мячей, при этом по итогам двух сезонов он попадал в десятку лучших бомбардиров чемпионата. В 1995 году он принял участие в двух товарищеских матчах сборной России по мини-футболу против сборной Словакии.
В 1999 году Андрей перешёл в московский ЦСКА и играл в нём на протяжении двух сезонов. После этого он перешёл в армейский клуб на тренерскую работу, а ещё через год возглавил его. При Ильине ЦСКА показал лучший на тот момент результат — шестое место. Однако в 2004 году он был уволен.
Несколько лет Ильин провёл в «Норильском никеле» в различных должностях: тренера основной команды, главного тренера дубля и исполняющего обязанности главного тренера основной команды. В 2007 году он возглавил «Спартак-Щёлково», однако провёл довольно неудачный сезон, после чего перебрался в Высшую лигу, приняв предложение сургутского «Факела».

## Достижения
- Чемпион СССР по мини-футболу 1991
- Обладатель Кубка Высшей Лиги: 1997